# Gün Ana
Gün Ana, auch in der Schreibweise Gun Ana bekannt (alttürkisch: 𐰚𐰇𐰤:𐰣𐰀, kasachisch: Күн Ана, kirgisisch: Күн Эне, jakutisch: Күн Ий̃э), ist eine aus der türkischen Mythologie und dem Tengrismus bekannte Göttin der Sonne, des Lebens, der Fruchtbarkeit, der Wärme und der Gesundheit. Sie ist Patronin der Unglücklichen, besonders der Waisen. Sie lebt im siebten Stock des Uçmag. Als Tengri die Erde erschuf, bedeckte Gün Ana die Erde mit Sonnenstrahlen. Die Sonnenstrahlen gelten auch als „Fäden“ zwischen der Sonne und den Geistern von Pflanzen, Tieren und Menschen. 
Gün Ana wurde in einer der frühesten schriftlichen Quellen zur türkischen Mythologie erwähnt. Nach türkischen Traditionen erschuf der Gott Kayra die Sonne und schickte sie in den Himmel. Gün Ana war mit der Gottheit Ay Ata verheiratet.